# Botella de leche de vidrio

Pint y galón botellas de vaso reintegrable

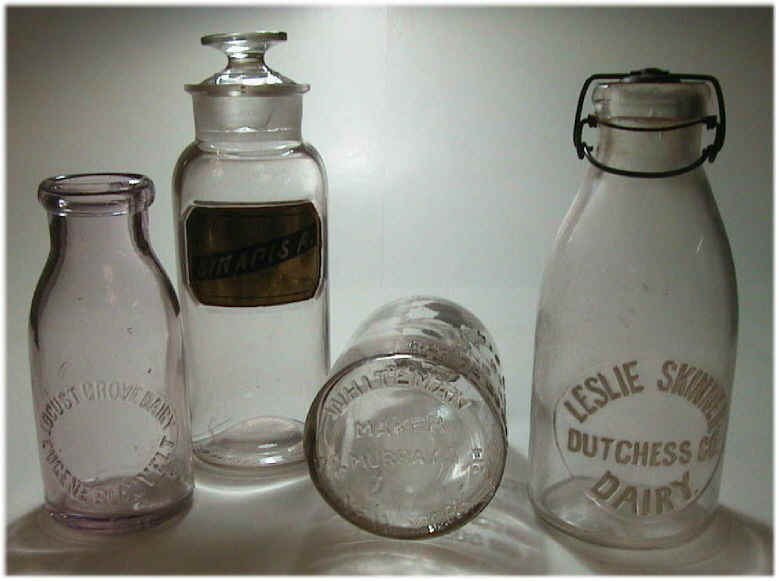
Ejemplos de botellas de leche del siglo XIX tardío hecho por la Compañía de Trabajos de Vaso de Warren

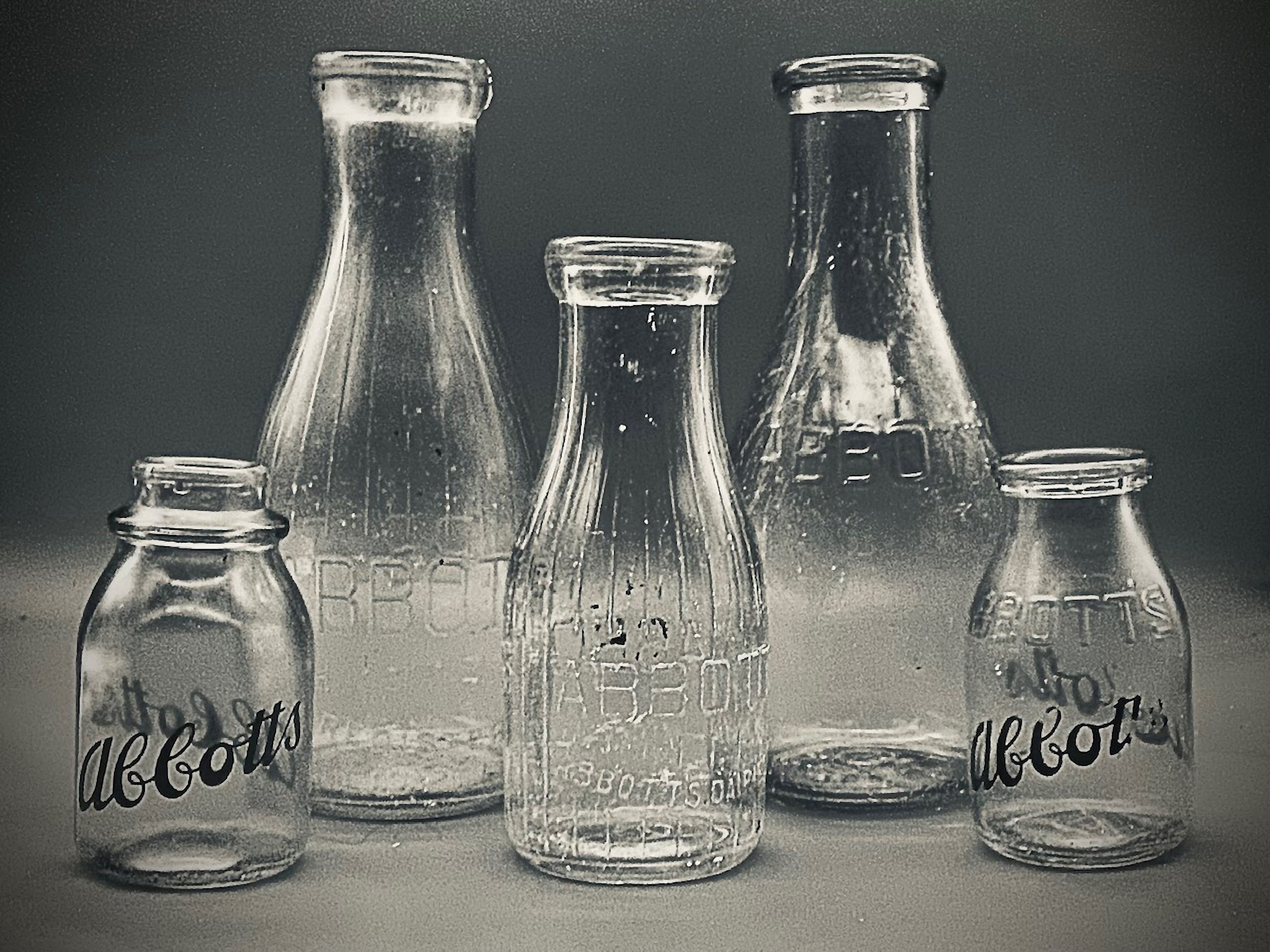
Cinco Abbott diferentes Dairies, Filadelfia, PA botellas/de crema de la leche (c1920s-1960s)

Las botellas de vidrio para leche son botellas de vidrio que se utilizan para la leche y generalmente son reutilizables y retornables. Las botellas de leche se utilizan principalmente para la entrega a domicilio de leche fresca por parte de los lecheros : la venta en tiendas minoristas está disponible en algunas regiones (con depósito de botella ). Después de que los clientes hayan terminado la leche, se espera que enjuaguen las botellas vacías y las dejen en la puerta para que las recojan o las devuelvan a la tienda minorista. El tamaño estándar de una botella varía según la ubicación, los tamaños comunes son una pinta , un cuarto de galón , un litro , dos litros , etc.
Más recientemente, las botellas de plástico se han utilizado comúnmente para la leche. Estos a menudo están hechos de polietileno de alta densidad (HDPE), se usan solo una vez y son fácilmente reciclables .  También se utilizan otros recipientes de plástico para leche .

## Historia
Una botella de leche británica moderna propiedad de Dairy Crest .
Siete modernas botellas de leche Dairy Crest .
Una botella de leche de vidrio de media pinta reutilizable sellada con una tapa de cartón desechable que se abre tirando de una solapa levantada con una herramienta de apertura puntiaguda.
Antes de la aparición de las botellas de leche, los lecheros llenaban las jarras de los clientes. Para muchos coleccionistas, las botellas de leche tienen una calidad nostálgica de una época anterior. Las botellas de leche más preciadas están grabadas en relieve o piroglaseadas (pintadas) con los nombres de las lecherías, que se usaban para la entrega a domicilio de la leche para que las botellas de leche pudieran encontrar el camino de regreso a sus respectivas lecherías.
No está claro cuándo se utilizaron las primeras botellas de leche. Desde la década de 1860 hasta la de 1890, hubo varios "frascos" experimentales que no fueron patentados pero que, sin embargo, se utilizaron para transportar leche. El frasco de leche de Tuthill Milk Company / Tuthill's Dairy of Unionville es un ejemplo de uno de estos primeros frascos que presenta un borde esmerilado y una base en forma de puente. Otros tarros de leche tempranos durante este tiempo incluyen el tarro de vajilla Mackworh "Pure Jersey Cream", el tarro Manorfield Stock Farm, el Manor y el tarro de boca ancha PA. En 1878, George Henry Lester patentó el primer frasco de vidrio destinado a contener leche. Este frasco presentaba una tapa de vidrio que se sujetaba al frasco con una abrazadera de metal. En el mismo año en que Lester inventó su tarro de leche, al comerciante de leche de Brooklyn Alex Campbell se le atribuye la primera venta de leche en botellas de vidrio experimentales. Es probable que estas botellas no se parezcan a las botellas de leche comunes.
Lewis P. Whiteman tuvo la primera patente de una botella de leche de vidrio con una pequeña tapa de vidrio y un clip de hojalata.  Después de esto, la siguiente patente más antigua es para una botella de leche con una tapa de hojalata tipo domo y fue otorgada el 23 de septiembre de 1884 al hermano de Whiteman, Abram V. Whiteman.  Los hermanos Whiteman produjeron botellas de leche basadas en estas especificaciones en Warren Glass Works Company en Cumberland, Maryland y las vendieron a través de su oficina de ventas de Nueva York.
La Thatcher Original es una de las botellas de leche más deseadas para los coleccionistas. La patente de la tapa de la cúpula de vidrio está fechada el 27 de abril de 1886. Hay varias variaciones de esta primera botella de leche y muchas reproducciones. Durante este período de tiempo, se utilizaron muchos tipos de biberones para contener y distribuir la leche. Estos incluyen un tipo de botella de refresco con una abrazadera de alambre, utilizada por la Compañía de Leche Esterilizada de Chicago, Sweet Clover y otras. También se usaron frascos de frutas, pero solo la planta de Cohansey Glass Manufacturing los hizo con nombres de productos lácteos grabados en ellos.
La botella de leche Commonsense con el primer asiento con tapa fue desarrollada como un medio económico para sellar una botella de leche reutilizable por Thatcher Manufacturing Company alrededor de 1900. La mayoría de las botellas producidas después de este tiempo tienen un asiento con tapa.
En la década de 1920, las botellas de vidrio para leche se habían convertido en la norma en el Reino Unido después de ser introducidas lentamente desde los EE. UU. Antes de la Primera Guerra Mundial . 
Las botellas de leche antes de la década de 1930 tenían forma redonda. En 1935 se introdujeron en el Reino Unido las botellas de cuello delgado.  En la década de 1940, una botella cuadrada se convirtió en el estilo más popular. Las botellas de leche desde la década de 1930 han utilizado piroglases o ACL (etiqueta de color aplicada) para identificar las botellas. Antes de la década de 1930, los nombres se grababan en relieve en las botellas de leche con un plato para babosas. El nombre se imprimió en la placa de slug, luego la placa se insertó en el molde utilizado para hacer la botella; el resultado fue el nombre en relieve en la botella. En 1980, se introdujo una nueva botella, apodada "rechoncha", en el Reino Unido, donde sigue siendo el estándar ahora. 
A partir de la década de 1960 en los Estados Unidos, con mejoras en los materiales de envío y almacenamiento, las botellas de vidrio se han reemplazado casi por completo por cartones de papel recubiertos de LDPE o contenedores de plástico HDPE reciclables (como jarras de leche cuadradas ), según la marca. Estos envases de papel y plástico son más ligeros, más baratos y más seguros tanto de fabricar como de enviar a los consumidores. 
En 1975, el 94% de la leche en el Reino Unido estaba en botellas de vidrio, pero a partir de 2012 este número se redujo al 4%.
Existe una creciente preocupación entre algunos estadounidenses en cuanto a la calidad y seguridad de la leche industrializada, y la industria local de la leche no homogeneizada ha experimentado un resurgimiento popular en ciertos mercados de los EE. UU. En la última década más o menos. Debido a esto, el uso de botellas de vidrio en la distribución de leche no industrial local o regional se ha convertido en un espectáculo cada vez más común

## Cronología
- 1880 - Las botellas de leche británicas fueron producidas por primera vez por Express Dairy Company, estas fueron entregadas en carros tirados por caballos . Las primeras botellas usaban un tapón de porcelana sujeto con alambre. Lewis Whiteman patenta la botella de leche de vidrio con tapa de vidrio.
- 1884 - El Dr. Thatcher inventa el recipiente de vidrio para leche en Nueva York. Estos fueron sellados inicialmente con tapones de madera, que no tuvieron éxito, y pronto fueron reemplazados por tapones de vidrio.
- 1894 - Anthony Hailwood desarrolló el proceso de pasteurización de la leche para crear leche esterilizada, que podría almacenarse de forma segura durante períodos más largos.
- 1920 - Comenzaron a aparecer anuncios en las botellas de leche. Se utilizó una técnica de chorro de arena para grabarlos en el vidrio.
- Década de 1930: mayor prevalencia de vehículos eléctricos de batería cuando la leche flota
- mediados de la década de 1950: las tapas de cartón se consideraban antihigiénicas y estaban prohibidas en algunos lugares. La entrega en carros tirados por caballos todavía era común. [ cita requerida ]
- principios de la década de 1990: la publicidad desapareció en gran medida con la introducción de escáneres de botellas por infrarrojos diseñados para comprobar la limpieza.

## Actualidad
En algunos lugares del mundo, las tapas de diferentes colores de las botellas de leche indican el contenido de grasa. No pasteurizado a menudo tiene la parte superior verde. Sin embargo, algunas lecherías pueden utilizar otras designaciones de color. Las botellas también pueden estar marcadas, estampadas o grabadas con el nombre de la lechería.
En el Reino Unido , las tapas de papel de aluminio de las botellas de leche de vidrio normalmente son de color: [ cita requerida ]
| Color                       | Sentido                                 |
| --------------------------- | --------------------------------------- |
| Oro                         | Leche de Channel Island                 |
| Plata                       | Leche entera (sin homogeneizar )        |
| rojo                        | Leche entera homogeneizada              |
| Raya roja y plateada        | Leche semidesnatada [ cita requerida ]  |
| Raya azul oscuro y plateada | Leche desnatada [ cita requerida ]      |
| naranja                     | Leche al 1% de grasa [ cita requerida ] |

Históricamente, también se utilizaron otros colores como el rosa para leche procesada a temperatura ultra alta (UHT).  azul se utilizaba anteriormente para la denominada leche "esterilizada". 
Las lecherías modernas también pueden usar botellas de plástico recargables, así como tapas de botellas de plástico. El código de colores para las tapas de las botellas de leche de plástico puede ser diferente al de las botellas de vidrio. En el Reino Unido , las tapas de plástico de las botellas de leche de plástico normalmente son de color:
| Color   | Significado [ cita requerida ] |
| ------- | ------------------------------ |
| Oro     | Leche de Channel Island        |
| Azul    | Leche entera homogeneizada     |
| Verde   | Leche semidesnatada            |
| rojo    | Leche desnatada                |
| naranja | Leche 1% grasa                 |

En el Reino Unido , la leche que se vende a domicilio se mide principalmente en pintas imperiales (pero etiquetadas como 568 ml), porque las botellas de vidrio son "retornables", lo que significa que se excluyeron de la medición. [ cita requerida ] Sin embargo, la leche esterilizada que se vende a la puerta está en botellas de vidrio de 500 ml (y es 'no retornable' y tiene tapas codificadas por colores que coinciden con los códigos de color que normalmente se ven en las botellas de plástico). A menudo, en los supermercados se venden en pintas, pero se etiquetan con su equivalente métrico (568 ml). Las cantidades superiores a una pinta se venden generalmente en unidades métricas o en múltiplos de una pinta.
Con un menor consumo de leche, la leche en Hong Kong se vende en botellas de vidrio y plástico, así como en cajas de cartón. Las botellas de vidrio para leche se venden en supermercados, tiendas de conveniencia y en pequeños restaurantes. La botella de leche de vidrio tiene un depósito de 1 dólar de Hong Kong. Más comúnmente disponibles en el mercado en botellas de leche de vidrio son Kowloon Dairy y Trappist Dairy con botellas de leche de vidrio de diferentes formas con ambos en el tamaño de botella escolar.
El jugo de naranja y otros jugos de frutas también se venden a domicilio en el mismo estilo de botella que se usa para la leche. Por lo general, estos tienen un color superior de papel de aluminio codificado para indicar el sabor [ cita requerida ] .
En algunos países (por ejemplo, Estonia y algunas provincias de Canadá ), es común comprar leche en una bolsa de leche .
Si bien la proporción de ventas en bolsas de leche en el Reino Unido es bastante baja, la leche semidesnatada se vende en bolsas por Dairy Crest / Milk and More, y en el supermercado Sainsbury's está disponible en leche entera, semidesnatada y desnatada. opciones. Sin embargo, la disponibilidad de los supermercados se limita a las sucursales más grandes.

## Botellas de leche para la escuela
Las botellas de leche de vidrio de un tercio de pinta se desarrollaron en el Reino Unido a mediados del siglo XX para suministrar leche a los niños que asistían a la escuela primaria. Eran la forma más común de envasado para la leche escolar a principios de la década de 1970, pero han sido reemplazadas gradualmente por envases de plástico y botellas de plástico. Leicester, South Tyneside,  Leeds y Kirklees  fueron las últimas autoridades locales donde se suministró leche escolar en botellas de vidrio de un tercio de pinta hasta que las lecherías dejaron de usarlas en 2007.
Los niños generalmente bebían su leche usando una pajita insertada en el biberón en lugar de verter la leche del biberón en una taza.